# 列日采邑主教宫
列日采邑主教宫（法語：palais des princes-évêques de Liège），又称列日主教宫（法語：palais épiscopal de Liège），位于比利时列日市中心的圣朗贝尔广场，史上曾是列日采邑主教的府邸，并与圣朗贝尔主教座堂遥遥相望。如今该建筑用作列日司法大楼和列日省政府大楼。